# Nuncia conjuncta
Nuncia conjuncta is een hooiwagen uit de familie Triaenonychidae.